# Souvenirs d'égotisme
Souvenirs d’égotisme est une œuvre autobiographique de Stendhal rédigée en 1832, lors du séjour de leur auteur à Civitavecchia. Stendhal y raconte minutieusement sa vie à Paris après la chute de Napoléon, de 1821 à 1830. Le récit, resté inachevé, est publié en 1892 par Casimir Stryienski.

## Le titre
Le titre signifie que Stendhal veut explorer sa propre personne et tenter de se connaître lui-même. Le Larousse du XXe siècle définit l'égotisme ainsi : « Terme employé par Stendhal pour désigner l'étude analytique faite par un écrivain, de sa propre individualité ». L'égotisme n’est donc pas synonyme d’égoïsme - l’égoïsme en constitue plutôt un danger. 

## Postérité
Dans ce livre, Stendhal exprime un vœu qui sera réalisé le 22 septembre 2012 à Andilly (vallée de Montmorency). Il s'agit la mise en place d'une tablette citant Virgile (là tu respireras la fraicheur obscure) dans le cimetière de la commune.